# NGC 809
NGC 809 é uma galáxia lenticular (S0) localizada na direcção da constelação de Cetus. Possui uma declinação de -08° 44' 06" e uma ascensão recta de 2 horas, 4 minutos e 18,9 segundos.
A galáxia NGC 809 foi descoberta em 1 de Novembro de 1886 por Lewis A. Swift.